# Katedra Świętego Jana Teologa w Nikozji
Katedra Świętego Jana Teologa – prawosławna katedra Cypryjskiego Kościoła Prawosławnego w Nikozji, wybudowana w 1662 na ruinach średniowiecznego klasztoru benedyktynów. Wewnątrz świątyni znajduje się złocony ikonostas. Ściany i sufit w całości są pokryte freskami. Wśród najlepiej zachowanych wyróżniają się Sąd ostateczny i Stworzenie świata oraz cykl ilustrujący ponowne odnalezienie relikwii apostoła Barnaby. Mimo niewielkich rozmiarów jest to główna świątynia Cypryjskiego Kościoła Prawosławnego; odbywają się w niej intronizacje arcybiskupów Cypru.